# Dextrocarpa
Dextrocarpa is een geslacht van zakpijpen (Ascidiacea) uit de familie Styelidae en de orde Stolidobranchia.

## Soorten
- Dextrocarpa misanthropos Monniot C., 1978
- Dextrocarpa solitaris Millar, 1955